# Orectoscelis westwoodi
Orectoscelis westwoodi är en skalbaggsart som beskrevs av Dégallier och Michael S. Caterino 2005. Orectoscelis westwoodi ingår i släktet Orectoscelis och familjen stumpbaggar. Inga underarter finns listade i Catalogue of Life.